# Río Zapatón
Río Zapatón är ett vattendrag i Spanien.   Det ligger i provinsen Provincia de Badajoz och regionen Extremadura, i den västra delen av landet, 300 km sydväst om huvudstaden Madrid.